# Montgalhard (Aude)
Montgalhard (en francès Montgaillard) és un municipi del departament de l'Aude, a la regió d'Occitània. El 2021 tenia 37 habitants.